# Biton lineatus
Biton lineatus är en spindeldjursart som först beskrevs av Pocock 1902.  Biton lineatus ingår i släktet Biton och familjen Daesiidae. Inga underarter finns listade.